# 올댓스포츠
올댓스포츠(AT Sports)는 대한민국의 피겨스케이팅 선수인 김연아의 어머니 박미희가 주주인 주식회사이다. 김연아는 주주로 참여하고 있다. 2010년 4월 20일에 설립되었다. 김연아는 IB스포츠와 2010년 4월 30일 계약이 종료되었고 이후인 2010년 5월 1일부터 올댓스포츠가 김연아의 매니지먼트를 담당하고 있다.

## 소속 선수
1. ↑  김연아, '올댓스포츠' 출범…대표이사는 어머니 - 한경닷컴